# Agrochola kindermannii
Agrochola kindermannii är en fjärilsart som beskrevs av Fischer 1837. Agrochola kindermannii ingår i släktet Agrochola och familjen nattflyn. Inga underarter finns listade i Catalogue of Life.